# Gung Ho (1986)
Gung Ho is een Amerikaanse film uit 1986 van regisseur Ron Howard met in de hoofdrollen Michael Keaton en Gedde Watanabe.
Het is een komedie over de overname van een Amerikaanse autofabriek door Japanners. De botsing tussen de Japanse en Amerikaanse cultuur leidt aanvankelijk tot misverstanden en stakingen. Uiteindelijk wint het gezonde verstand en gaan beide culturen samenwerken om het einddoel te bereiken: 15.000 auto's in één maand produceren.. De film was een commercieel succes en kreeg een vervolg in een gelijknamige televisieserie.

## Verhaal
Het stadje Hadleyville in Pennsylvania is in diepe rouw gedompeld. Na de sluiting van de autofabriek, negen maanden geleden, is Hadleyville een spookstad aan het worden. Aangezien vrijwel iedereen in de fabriek werkte, is praktisch de hele stad werkloos. Meer en meer winkels en andere leveranciers sluiten hun deuren. Hunt Stevenson, de voormalige voorman in de fabriek, laat het er niet bij zitten. Hij vliegt naar Tokio om autofabriek Assan Motors te interesseren om de fabriek nieuw leven in te blazen. Assan heeft interesse en stuurt manager Oishi Kazuhiro en zijn staf naar Hadleyville. De Japanners worden aanvankelijk als helden ontvangen. Maar de vreugde wordt getemperd als blijkt dat er nog al wat verschillen zijn tussen Amerikanen en Japanners als het op werken aankomt. Zo beginnen de Japanners elke morgen met een gezamenlijke ochtendgymnastiek. Een vrije dag opnemen is eigenlijk een doodzonde en iedereen wordt op meerdere plaatsen ingezet om ervaring op te doen. Ook krijgen de arbeiders een aantal arbeidsvoorwaarden opgelegd die kwaad bloed zetten. Er mag geen vakbond komen, de lonen worden verlaagd en men stelt onmogelijke eisen aan kwaliteit en efficiency. Als de arbeiders gaan morren, stelt Kazuhiro Hunt Stevenson aan als voorman. Kazuhiro en Hunt kunnen het wel vinden samen, maar dat geldt niet voor de overige Japanners en Amerikanen. Er dreigt een confrontatie en Stevenson moet iets bedenken om beide partijen tevreden te stellen. Hij stelt aan Kazuhiro voor dat de Amerikanen 15.000 auto's in één maand gaan produceren, hetzelfde aantal als in de Japanse fabrieken. In ruil hiervoor krijgen de Amerikanen salarisverhoging en worden er meer Amerikaanse arbeiders aangenomen. Als Hunt dit plan aan de arbeiders voorlegt, wordt hij uitgefloten. De wanhopige Hunt grijpt dan de laatste strohalm. Hij stelt voor dat de arbeiders zullen streven naar 15.000 auto's, maar dat ook bij 13.000 auto's gedeeltelijke salarisverhogingen zullen volgen. De arbeiders gaan akkoord. Voor Hunt begint nu een nachtmerrie. De Amerikanen werken hard om 13.000 auto's te produceren, terwijl de Japanners rekenen op 15.000. Als er bijna een maand is verstreken nadert de productie de 13.000. De Amerikanen werken hard in de fabriek en maken lange uren. Dan komen ze erachter dat Hunt heeft gelogen gaan uit protest in staking. De wanhopige Hunt probeert de zaak recht te breien maar faalt. Gedesillusioneerd loopt hij naar de fabriek om de auto's zelf af te bouwen. Hij wordt geholpen door Kazuhiro die Hunt als zijn vriend ziet. Het voorbeeld van beide mannen inspireert en al snel helpt iedereen mee. Als de hoogste manager van Assan de 15.000 auto's komt inspecteren, is men bijna klaar. Snel wordt nog een aantal niet afgebouwde auto's in de rij gezet (vaak zonder motor), in de hoop dat ze meetellen. De manager doorziet het bedrog, maar is fideel genoeg om alles goed te keuren en zijn fiat te geven. De fabriek is gered.

## Rolverdeling
| Acteur         | Personage      | Opmerkingen |
| -------------- | -------------- | ----------- |
| Michael Keaton | Hunt Stevenson | hoofdrol    |
| Gedde Watanabe | Oishi Kuzuhiro | hoofdrol    |
| Mimi Rogers    | Audrey         |             |
| George Wendt   | Buster         |             |
| John Turturro  | Willie         |             |

## Achtergrond
De titel van de film Gung Ho is een bekende kreet in de VS en is eigenlijk afkomstig uit het Chinees, althans de term is afgeleid van het motto van Chinese Industrial Cooperatives, dat 'samenwerken in harmonie' zou betekenen. De oorspronkelijke slogantekst luidde: "gōngyè hézuòshè", vrij vertaald 'werk samen' of 'samenwerken'. De slogan werd tijdens de Tweede Wereldoorlog opgepikt door Majoor Evans Carlson van het Amerikaanse korps mariniers en veramerikaniseert tot 'gung ho'. Het werd een slogan binnen het Amerikaanse korps mariniers om de samenwerking en de geestdrift van de troep te onderstrepen. Later werd de slogan in Amerika in het taalgebruik opgenomen en gebruikt om samenwerking en toewijding te onderstrepen.

## Productie
De in de film gebouwde auto's zijn eigenlijk auto's van Fiat, met name de Fiat Regata. Ook zijn auto's gebruikt van het type Dodge Omni/Plymouth Horizon en Chevrolet Cavalier. De film werd gedeeltelijk opgenomen in Rosario in Argentinië, met name de opnames in en rond de fabriek. Een deel van de opnames van de fabriek werd ook geschoten in de Mesta Machinefabriek in West Homestead, Pennsylvania. Voor de opnames van Hadleyville werden de stadjes Beaver, Bridgewater en Rochester in de buurt van Pittsburgh gebruikt.

## Vervolg
De film kreeg een vervolg in de gelijknamige tv-serie Gung Ho. De serie liep één seizoen. In de hoofdrollen waren onder andere Scott Bakula (Hunt Stevenson) en Gedde Watanabe (Kazuhiro) te zien.